# Jaderná elektrárna Čang-čou
Jaderná elektrárna Čang-čou (čínsky v českém přepisu Čang-čou che-tien-čan, pchin-jinem Zhāngzhōu hédiànzhàn, znaky tradiční 漳州核电站) je provozní jaderná elektrárna v Číně. Nachází se poblíž města Lie-jü v městské prefektuře Čang-čou v provincii Fu-ťien. Elektrárnu vlastní a provozuje Nuclear Guodian Zhangzhou Energy Company Limited. Celkový hrubý výkon elektrárny by měl dosáhnout 7200 MW.

## Historie a technické informace

### Počátky
V září 2007 China Guodian Corporation oznámila, že chce postavit jadernou elektrárnu v Čang-čou s několika reaktory o výkonu 1 000 MW. Měla být první jadernou elektrárnou společnosti a doplňovat 44 450 MW elektrárenský park společnosti China Guodian Corporation. Společnost oznámila, že by se mělo jednat o reaktory Westinghouse AP1000. V té době byl ale projekt teprve ve velmi rané fázi a ještě nezískal souhlas vlády. Vaughn Gilbert, mluvčí Westinghouse Electric Company, jež měla elektrárnu stavět však řekl, že dosud nebyla přijata žádná objednávka nad rámec dříve objednaných čtyř reaktorů pro elektrárny Sanmen a Chaj-jang. Společnost dala dohromady vlastní organizační skupinu, aby projekt naplánovala do prosince. Do května 2010 byla dokončena předběžná studie proveditelnosti elektrárny, stejně jako identické elektrárny v lokalitě Cheng-jang. V srpnu 2010 byla dokončená studie předána Národní rozvojové a reformní komisi ke schválení díla.
V roce 2011 byly na místě zahájeny počáteční přípravné práce. Očekávalo se, že by se elektrárna mohla začít stavět v rámci 12. pětiletého plánu od roku 2011 do roku 2015. Celková kapacita projektu byla tehdy stanovena na 7500 MW ze šesti bloků. Očekává se, že elektrárna bude hrát důležitou roli v zásobování elektřinou v provincii Fu-ťien. Dne 6. ledna 2014 starosta města Čang-čou Tchan Jün-kchun oznámil, že Národní kongres oficiálně schválil projekt a související práce pro první dva ze šesti bloků. Dne 8. srpna 2014 byla na webu města Čang-čou zveřejněna zpráva o vlivu elektrárny na životní prostředí. V dubnu 2015 již byla schválena výstavba elektrárny se čtyřmi bloky s reaktory CAP1000, jež jsou čínskou verzí AP1000.
Dne 23. února 2016 Čínská národní jaderná korporace oznámila, že změnila model reaktoru a nyní postaví reaktory Hualong One. Důvodem tohoto kroku bylo snížení nákladů a posílení exportu jaderné technologie.

### První fáze
Podle plánu měly být v první fázi výstavby postaveny čtyři bloky AP1000. Stavba bloků měla podle plánu začít 1. října 2015 a dokončena do 54 měsíců. Se změnou konstrukce reaktoru však budou v první fázi výstavby zpočátku postaveny pouze dva bloky. Čínský úřad pro jadernou bezpečnost přesto 1. listopadu 2016 schválil stavbu prvních čtyř reaktorů podle původního plánu s AP1000. Čínská národní jaderná korporace poté oznámila povolení k opětovnému projednání reaktorů Hualong One. Pro urychlení prací, aby se mohlo začít stavět na konci roku 2016, byla vyhlášena studie seismické bezpečnosti.  Dne 15. prosince 2016 obdržel výrobce čerpadel SEC-KSB zakázku na výrobu šesti hlavních oběhových čerpadel primárního systému pro bloky Čang-čou 1 a 2.

#### Výstavba
Výstavba prvního bloku byla oficiálně zahájena dne 16. října 2019 a druhého 4. září 2020. Jde o tlakovodní reaktory Hualong One o hrubém výkonz 1212 MW a čistého, který bude odesílán do sítě 1126 MW. Výstavba třetího bloku byla oficiálně zajáhena dne 22. února 2024 nalitiím prvního betonu do základů.

#### Uvedení do provozu
První blok elektrárny Čang-čou byl přifázován k elektrické síti dne 28. listopadu 2024. Tím byla elektrárna uvedena do provozu. Komerční provoz nastal dne 1. ledna 2025.

## Informace o reaktorech
| Reaktor    | Typ reaktoru | Výkon   | Výkon   | Zahájení výstavby | Připojení k síti | Uvedení do provozu | Uzavření |
| Reaktor    | Typ reaktoru | Čistý   | Hrubý   | Zahájení výstavby | Připojení k síti | Uvedení do provozu | Uzavření |
| ---------- | ------------ | ------- | ------- | ----------------- | ---------------- | ------------------ | -------- |
| Čang-čou-1 | Hualong One  | 1126 MW | 1212 MW | 16. 10. 2019      | 28. 11. 2024     | 1. 1. 2025         |          |
| Čang-čou-2 | Hualong One  | 1126 MW | 1212 MW | 4. 9. 2020        |                  | 2026               |          |
| Čang-čou-3 | Hualong One  | 1129 MW | 1214 MW | 22. 2. 2024       |                  | 2029               |          |
| Čang-čou-4 | Hualong One  | 1126 MW | 1212 MW | 27. 9. 2024       |                  | 2029               |          |
| Čang-čou-5 | Hualong One  | 1126 MW | 1212 MW |                   |                  |                    |          |
| Čang-čou-6 | Hualong One  | 1126 MW | 1212 MW |                   |                  |                    |          |